# Línea 688 (Interurbanos Madrid)
La línea 688 de la red de autobuses interurbanos de Madrid une el intercambiador de Moncloa (Madrid) con el municipio de Los Molinos.

## Características
Esta línea une Los Molinos y el intercambiador de Moncloa en aproximadamente 65 minutos.
Circula por el carril Bus-VAO de la A-6 mientras esté abierto.
Durante su recorrido discurre además por Guadarrama, la zona de Los Negrales, perteneciente al municipio de Alpedrete, por el Centro Comercial Planetocio y por el Zoco de Villalba. En el recorrido también ofrece 2 conexiones con la línea C-8 del núcleo de Cercanías Madrid, concretamente en las estaciones de Los Negrales y de Los Molinos.
En su recorrido de vuelta a Madrid, dispone de una expedición directa a Madrid desde Guadarrama, desde donde circula por la carretera A-6 hasta Moncloa.
La línea no mantiene los mismos horarios todo el año, desde el 1 al 31 de agosto se elimina la expedición directa los días laborables entre semana, y aumentan el número de expediciones los sábados laborables, domingos y festivos, además de los días excepcionales vísperas de festivo y festivos de Navidad en los que los horarios también cambian y se reducen.
Está operada por la empresa Avanza Movilidad Integral mediante la concesión administrativa VCM-604 - Madrid – Cercedilla – Hoyo de Manzanares (Viajeros Comunidad de Madrid) del Consorcio Regional de Transportes de Madrid.
1. ↑  «Detalle línea 688». Avanza. Transporte interurbano en Madrid. Consultado el 4 de mayo de 2023.

## Horarios

### 1 septiembre - 31 julio
| Lunes a viernes laborables | Lunes a viernes laborables | Sábados laborables, domingos y festivos | Sábados laborables, domingos y festivos |
| Madrid > Los Molinos       | Los Molinos > Madrid       | Madrid > Los Molinos                    | Los Molinos > Madrid                    |
| 07:55                      | 06:35                      | 08:15                                   | 07:05                                   |
| 08:50                      | 06:50                      | 10:25                                   | 09:20                                   |
| 10:05                      | 07:35                      | 13:20                                   | 12:15                                   |
| 11:55                      | 08:15                      | 15:25                                   | 14:25                                   |
| 13:25                      | 09:00                      | 17:35                                   | 16:30                                   |
| 14:25                      | 10:00                      | 20:25                                   | 19:15                                   |
| 15:25                      | 12:05                      | 22:35                                   | 21:30                                   |
| 16:25                      | 13:10                      |                                         |                                         |
| 17:25                      | 14:05                      |                                         |                                         |
| 18:35                      | 15:05                      |                                         |                                         |
| 19:35                      | 16:00                      |                                         |                                         |
| 20:35                      | 17:00                      |                                         |                                         |
| 21:25                      | 18:05                      |                                         |                                         |
|                            | 19:05                      |                                         |                                         |
| 20:05                      |                            |                                         |                                         |

### 1 - 31 agosto
| Lunes a viernes laborables | Lunes a viernes laborables | Sábados laborables, domingos y festivos | Sábados laborables, domingos y festivos |
| Madrid > Los Molinos       | Los Molinos > Madrid       | Madrid > Los Molinos                    | Los Molinos > Madrid                    |
| 07:55                      | 06:35                      | 08:30                                   | 07:25                                   |
| 09:00                      | 07:35                      | 09:45                                   | 08:35                                   |
| 10:05                      | 08:15                      | 10:30                                   | 09:30                                   |
| 11:35                      | 09:00                      | 12:40                                   | 11:35                                   |
| 13:25                      | 10:00                      | 13:20                                   | 12:20                                   |
| 14:25                      | 12:05                      | 15:25                                   | 14:25                                   |
| 15:25                      | 13:05                      | 17:30                                   | 16:25                                   |
| 16:25                      | 14:05                      | 19:00                                   | 17:50                                   |
| 17:25                      | 15:10                      | 20:25                                   | 19:15                                   |
| 18:35                      | 16:10                      | 22:35                                   | 21:30                                   |
| 19:35                      | 17:10                      |                                         |                                         |
| 20:35                      | 18:10                      |                                         |                                         |
| 21:25                      | 19:10                      |                                         |                                         |
|                            | 20:10                      |                                         |                                         |

1. ↑  No pasa por Collado Villalba.

## Recorrido y paradas

### Sentido Los Molinos
| Código | Parada                                          | Común con                     | Conexiones con Metro y Cercanías | Municipio        | Zona |
| ------ | ----------------------------------------------- | ----------------------------- | -------------------------------- | ---------------- | ---- |
| 17480  | Intercambiador de Moncloa (Dársena 20)          | 682 684                       | Moncloa                          | Madrid           |      |
| 17849  | Ctra. A-6 - Fonda Trinidad                      | 681 682 683 684 685 691 6     |                                  | Collado Villalba |      |
| 06036  | Av. Juan Carlos I - Zoco                        | 681 682 683 684 685           |                                  | Collado Villalba |      |
| 20123  | Av. Juan Carlos I - Planetocio                  | 660 664 681 682 683 684 685 3 |                                  | Collado Villalba |      |
| 15193  | Av. Reina Victoria - Estación Los Negrales      | 660 682 684                   | Los Negrales                     | Alpedrete        |      |
| 09237  | Av. Reina Victoria - Santa Ana                  | 660 682 684                   |                                  | Alpedrete        |      |
| 19197  | Ctra. N-VI - Cabeza Líjar                       | 660 682 684                   |                                  | Guadarrama       |      |
| 09238  | Ctra. N-VI - Urb. Grandes Valles                | 660 682 684                   |                                  | Guadarrama       |      |
| 09247  | Ctra. N-VI - Miravalle                          | 660 682 684                   |                                  | Guadarrama       |      |
| 09249  | Ctra. N-VI - El Tomillar                        | 660 682 684                   |                                  | Guadarrama       |      |
| 09251  | Hospital Guadarrama - Urb. Fresnos de la Jarosa | 660 680 681 682 684 685       |                                  | Guadarrama       |      |
| 15667  | Marqués de Santillana - Alfonso X               | 680 690 4                     |                                  | Guadarrama       |      |
| 09284  | Ctra. M-614 - Urb. Prado de San Juan            | 680 4                         |                                  | Guadarrama       |      |
| 09285  | Ctra. M-614 - Urb. Guadamolinos                 | 680 4                         |                                  | Guadarrama       |      |
| 09285  | Ctra. M-614 - Urb. El Peñón                     | 680 4                         |                                  | Guadarrama       |      |
| 09287  | Ctra. M-614 - Urb. Vallefresnos                 | 680 4                         |                                  | Guadarrama       |      |
| 15774  | Ctra. M-614 - Urb. Matarrubia                   | 680                           |                                  | Los Molinos      |      |
| 09288  | Pº M. Menéndez Boneta - Estación de Los Molinos | 680                           | Los Molinos                      | Los Molinos      |      |
| 15669  | Pº M. Menéndez Boneta - Consultorio médico      | 680                           |                                  | Los Molinos      |      |
| 09261  | Real - Pza. España                              | 680 684                       |                                  | Los Molinos      |      |
| 09263  | Real - Hermanos Molero                          | 680 684                       |                                  | Los Molinos      |      |
| 15670  | Pº Antonio Fernández Sola - Campo de fútbol     |                               |                                  | Los Molinos      |      |

### Sentido Madrid
NOTA: Las expediciones que circulan por el carril BUS-VAO de la A-6 no realizan las paradas sombreadas en azul. La expedición sin paso por Collado Villalba no realiza las paradas sombreadas en rosa y azul (circula por BUS-VAO).
| Código | Parada                                          | Común con                                        | Conexiones con Metro y Cercanías | Municipio        | Zona |
| ------ | ----------------------------------------------- | ------------------------------------------------ | -------------------------------- | ---------------- | ---- |
| 15670  | Pº Antonio Fernández Sola - Campo de fútbol     |                                                  |                                  | Los Molinos      |      |
| 09264  | Real - Ctra. M-622                              | 680 684                                          |                                  | Los Molinos      |      |
| 09262  | Pza. España - Real                              | 680 684                                          |                                  | Los Molinos      |      |
| 15668  | Pº M. Menéndez Boneta - Consultorio médico      | 680                                              |                                  | Los Molinos      |      |
| 09292  | Pº M. Menéndez Boneta - Estación de Los Molinos | 680                                              | Los Molinos                      | Los Molinos      |      |
| 15775  | Ctra. M-614 - Urb. Matarrubia                   | 680                                              |                                  | Los Molinos      |      |
| 09294  | Ctra. M-614 - Urb. El Peñón                     | 680 4                                            |                                  | Guadarrama       |      |
| 09287  | Ctra. M-614 - Urb. Guadamolinos                 | 680 4                                            |                                  | Guadarrama       |      |
| 09296  | Ctra. M-614 - Urb. Prado de San Juan            | 680 4                                            |                                  | Guadarrama       |      |
| 15666  | Marqués de Santillana - Alfonso X               | 680 690                                          |                                  | Guadarrama       |      |
| 09252  | Hospital Guadarrama - Urb. Fresnos de la Jarosa | 660 680 682 684 685                              |                                  | Guadarrama       |      |
| 09250  | Ctra. N-VI - El Tomillar                        | 660 682 684                                      |                                  | Guadarrama       |      |
| 09248  | Ctra. N-VI - Miravalle                          | 660 682 684                                      |                                  | Guadarrama       |      |
| 09303  | Ctra. N-VI - Urb. Grandes Valles                | 660 682 684                                      |                                  | Guadarrama       |      |
| 19198  | Av. Reina Victoria - Cabeza Líjar               | 660 682 684                                      |                                  | Alpedrete        |      |
| 09228  | Av. Reina Victoria - Santa Ana                  | 660 682 684                                      |                                  | Alpedrete        |      |
| 15194  | Av. Reina Victoria - Estación Los Negrales      | 660 682 684                                      | Los Negrales                     | Alpedrete        |      |
| 06405  | Av. Juan Carlos I - Planetocio                  | 660 664 681 682 683 684 685 3                    |                                  | Collado Villalba |      |
| 06516  | Av. Juan Carlos I - Zoco                        | 660 664 671 672 672A 673 681 682 683 684 685 691 |                                  | Collado Villalba |      |
| 06391  | Av. Juan Carlos I - Puente de los Delfines      | 681 682 683 684 685 691 2                        |                                  | Collado Villalba |      |
| 06515  | Honorio Lozano - Av. Juan Carlos I              | 681 682 683 684 685 691                          |                                  | Collado Villalba |      |
| 23     | Escuela Universitaria de Estadística            | Autobuses interurbanos del Corredor 6            |                                  | Madrid           |      |
| 1333   | Av. Puerta de Hierro - Agrónomos                | Autobuses interurbanos del Corredor 6            |                                  | Madrid           |      |
| 17480  | Intercambiador de Moncloa (Dársena 20)          | 682 684                                          | Moncloa                          | Madrid           |      |

## Galería de imágenes

Mapa de la distribución de dársenas del intercambiador de Moncloa con la distribución de cabeceras de las líneas de autobuses, entre las que aparece la línea 688.